# Galatea paradoxa
Galatea paradoxa is een tweekleppigensoort uit de familie van de Donacidae. De wetenschappelijke naam van de soort is voor het eerst geldig gepubliceerd in 1778 door Born.